# Hermann Grenacher

Hermann Grenacher

Hermann Grenacher  (* 18. März 1843 in Lipburg; † 25. April 1923 in Halle (Saale)) war ein deutscher Zoologe.

## Leben
Grenacher studierte zuerst Mathematik und Chemie in Karlsruhe, dann Zoologie und Medizin in Würzburg und Göttingen und wurde 1867 in Göttingen promoviert (Beiträge zur näheren Kenntnis der Muskulatur der Cyclosatomen und Leptocardier). Er war Assistent in Würzburg und habilitierte sich 1869 in Göttingen. Er war ein Jahr Professor an der Forstakademie in Hannoversch-Münden. 1872 wurde er außerordentlicher Professor für Zoologie in München und 1873 ordentlicher Professor für Zoologie und vergleichende Anatomie an der Universität Rostock. Ab 1881 war er Professor für Zoologie an der Universität Halle. 1909 wurde er emeritiert.
Er betrieb histologische Studien (1879 Einführung von Färbung mit Borax- und Alaunkarmin), unternahm morphologische und entwicklungsgeschichtliche Studien von Arthropoden und Mollusken, und untersuchte mit Friedrich Carl Noll (1832–1893) die Anatomie und Systematik von Wurzelmundquallen (Rhizostomeae). Er war mit Noll 1871/72 auf einer Forschungsreise in Südeuropa, Westafrika, den Kanarischen und den Kapverdischen Inseln. Grenacher untersuchte auch die Sehorgane von Insekten und Tintenfischen.
1906 wurde er Geheimer Regierungsrat. 1909 erhielt er den Kronenorden 3. Klasse und 1891 den Roten Adlerorden 4. Klasse.
Er war Ehrenmitglied der Deutschen Zoologischen Gesellschaft.

## Schriften
- Untersuchungen über das Sehorgan der Arthropoden, insbesondere der Spinnen, Insecten und Crustaceen, Göttingen: Vandenhoeck und Ruprecht 1879 (Digitalisat im Internet Archive)
- mit F. C. Noll:  Beiträge zur Anatomie und Systematik der Rhizostomeen, Heidelberg: Winter 1876
- Abhandlungen zur vergleichenden Anatomie des Auges, Halle, Band 1: Die Retina der Cephalopoden, 1884, Band 2: Das Auge der Heteropoden, 1886. (Band 1: Digitalisat im Internet Archive, Band 2: Digitalisat im Internet Archive)